# Discurso en el Politeama
El Discurso en el Politeama fue un discurso escrito por Manuel González Prada y leído por un estudiante en el Teatro Politeama de Lima durante un evento de Fiestas Patrias, el 28 de julio de 1888. En el discurso, pronunciado cinco años después del fin de la invasión y ocupación de parte del Perú por Chile durante la Guerra del Pacífico, González Prada pide el derrocamiento del establishment de la élite en Perú.

## Trasfondo

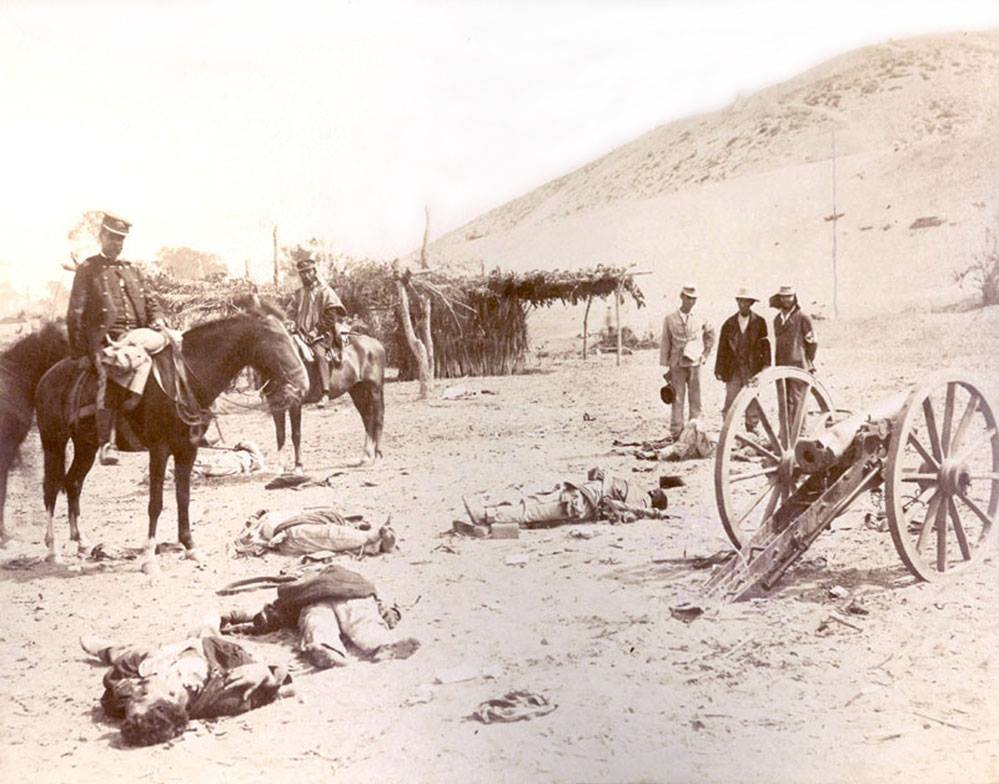
Tropas chilenas cerca de un cañonero peruano muerto tras la Batalla de Chorrillos durante la Guerra del Pacífico

La incompetencia del gobierno y del ejército peruano fue tan grande durante el período de la Guerra del Pacífico que condujo a un movimiento intelectual dedicado a restaurar el orgullo del Perú, creando el nacionalismo peruano moderno. Durante la inminente derrota del Perú ante Chile en la Guerra del Pacífico, el poeta anarquista y académico Manuel González Prada permanecería en su casa durante tres años, negándose a mirar a los invasores chilenos que ocupaban el Perú. El conflicto le demostró que Perú era un fracaso bajo la oligarquía económica y que eran necesarias grandes reformas para mejorar la nación.
El Círculo Literario Peruano, cuyos miembros se veían a sí mismos como librepensadores y que estaban destinados a cambiar el Perú, se acercó a González Prada, quien inmediatamente reorientó la dirección del grupo. En 1886 González Prada asumió la presidencia del Círculo Literario.

## Discurso
El Círculo Literario Peruano, que estaba encabezado por González Prada, realizó un evento literario y musical en el Teatro Politeama de Lima el 28 de julio de 1888 durante las Fiestas Patrias, con el objetivo de recaudar fondos para que Perú pagara un rescate a Chile para recuperar las provincias cautivas de Arica y Tacna. González Prada, de voz tímida y con miedo escénico, pidió al orador ecuatoriano Miguel Uribe que leyera el discurso a los asistentes.
El discurso, utilizando imágenes y sarcasmo, diseccionó las crisis que enfrenta el Perú antes y después de la Guerra del Pacífico, condenando a la élite y a la sociedad peruana por su propia derrota continua. González Prada criticaría a la élite política por sus limitados intereses económicos, diciendo que la Iglesia católica y los militares defendían a las élites. Haciendo un llamado a las generaciones más jóvenes de peruanos, los llamó a abandonar las tradiciones pasadas, generar cambios positivos a través de la ciencia y no aferrarse a dogmas.

## Recepción y legado
La respuesta inmediata del público en el Teatro Politeama fue un aplauso frenético. El presidente del Perú, Andrés Avelino Cáceres, que estaba presente en la audiencia, diría más tarde sobre González Prada: «No sabía si arrestarlo o abrazarlo». El gobierno de Cáceres intentaría sin éxito censurar la publicación del discurso. En el discurso también se introdujo el apoyo de González Prada al positivismo.
Las preocupaciones planteadas por el discurso pronto se convertirían en centrales para el indigenismo en Perú, con movimientos de justicia social pidiendo la integración de los pueblos indígenas del Perú a la sociedad. Las críticas a la Iglesia católica también generaron llamados al secularismo en Perú.